# Société de l'histoire de Normandie
La Société de l'histoire de Normandie est une association rouennaise créée en 1869. Elle a aujourd'hui son siège à l’hôtel des sociétés savantes de Rouen, no 190 rue Beauvoisine.

## Histoire
Fondée le 1er juillet 1869, cette association loi de 1901 a pour but la réimpression des principaux ouvrages relatifs à l'histoire de la province de Normandie et publier des documents originaux inédits présentant un intérêt pour l'histoire de la province ou de ses localités. Les documents devaient à l'origine être antérieurs à 1789.
La publication d'un bulletin disparaît après la Seconde Guerre mondiale.

## Membres
Julien Félix - Eugène-Louis-Ernest de Buchère de Lépinois - Julien Loth - Nicétas Périaux - Jean Benoît Désiré Cochet - Léopold Delisle - François Guizot - Ernest de Blosseville - Charles de Beaurepaire - Léon Alfred Jouen - Raymond Quenedey - René Herval - Pierre-René Wolf - Jean Lafond - Jean-Pierre Chaline

### Liste des présidents
| Portrait                                                                                       | Identité                                                 | Période          | Période | Durée  |
| Portrait                                                                                       | Identité                                                 | Début            | Fin     | Durée  |
| ---------------------------------------------------------------------------------------------- | -------------------------------------------------------- | ---------------- | ------- | ------ |
| Pas de portrait sous licence libre disponible pour Eugène-Louis-Ernest de Buchère de Lépinois. | Eugène-Louis-Ernest de Buchère de Lépinois (1814 - 1873) | 1er juillet 1869 | 1873    | 4 ans  |
| Ernest de Blosseville                                                                          | Ernest de Blosseville (1799 - 1886)                      | 1873             | 1885    | 12 ans |
| Charles de Beaurepaire                                                                         | Charles de Beaurepaire (1828 - 1908)                     | 1886             | 1908    | 22 ans |
| Pas de portrait sous licence libre disponible pour Julien Loth.                                | Julien Loth (1837 - 1913)                                | 1909             | 1912    | 3 ans  |
| Pas de portrait sous licence libre disponible pour Pierre Le Verdier.                          | Pierre Le Verdier (1854 - 1935)                          | 1913             | 1935    | 22 ans |
| Paul Le Cacheux                                                                                | Paul Le Cacheux (1873 - 1938)                            | 1936             | 1938    | 2 ans  |
| Pas de portrait sous licence libre disponible pour Charles de Beaurepaire.                     | Charles de Beaurepaire (d) (1865 - 1948)                 | 1939             | 1946    | 7 ans  |
| Pas de portrait sous licence libre disponible pour Pierre Dardel.                              | Pierre Dardel (1885 - 1969)                              | 1947             | 1969    | 22 ans |
| Pas de portrait sous licence libre disponible pour Jean-Pierre Chaline.                        | Jean-Pierre Chaline (né en 1939)                         |                  |         |        |

## Publications
- Jean-Pierre Chaline (dir.), La cathédrale de Rouen : Seize siècles d'histoire, Rouen, Société de l'Histoire de Normandie, 1996, 280 p. (ISBN 2-85351-008-5)

### Source
- Jean-Pierre Chaline, « La Société de l'histoire de Normandie », Cahier des Annales de Normandie, no 24,‎ 1992, p. 65-76 (ISSN 0003-4134, DOI 10.3406/annor.1992.4072, lire en ligne).